# C/1962 C1 (Seki-Lines)
C/1962 C1 (Seki-Lines) est une comète non périodique découverte par Tsutomu Seki et Richard Lines le 4 février 1962.

## Luminosité
En mars 1962, elle est devenue brillante et a été nommée la grande comète de 1962.

## Orbite
Elle possède une orbite hyperbolique et pourrait provenir du nuage de Oort.